# 纳厄河
49°58′11″N 7°53′21″E / 49.96972°N 7.88917°E

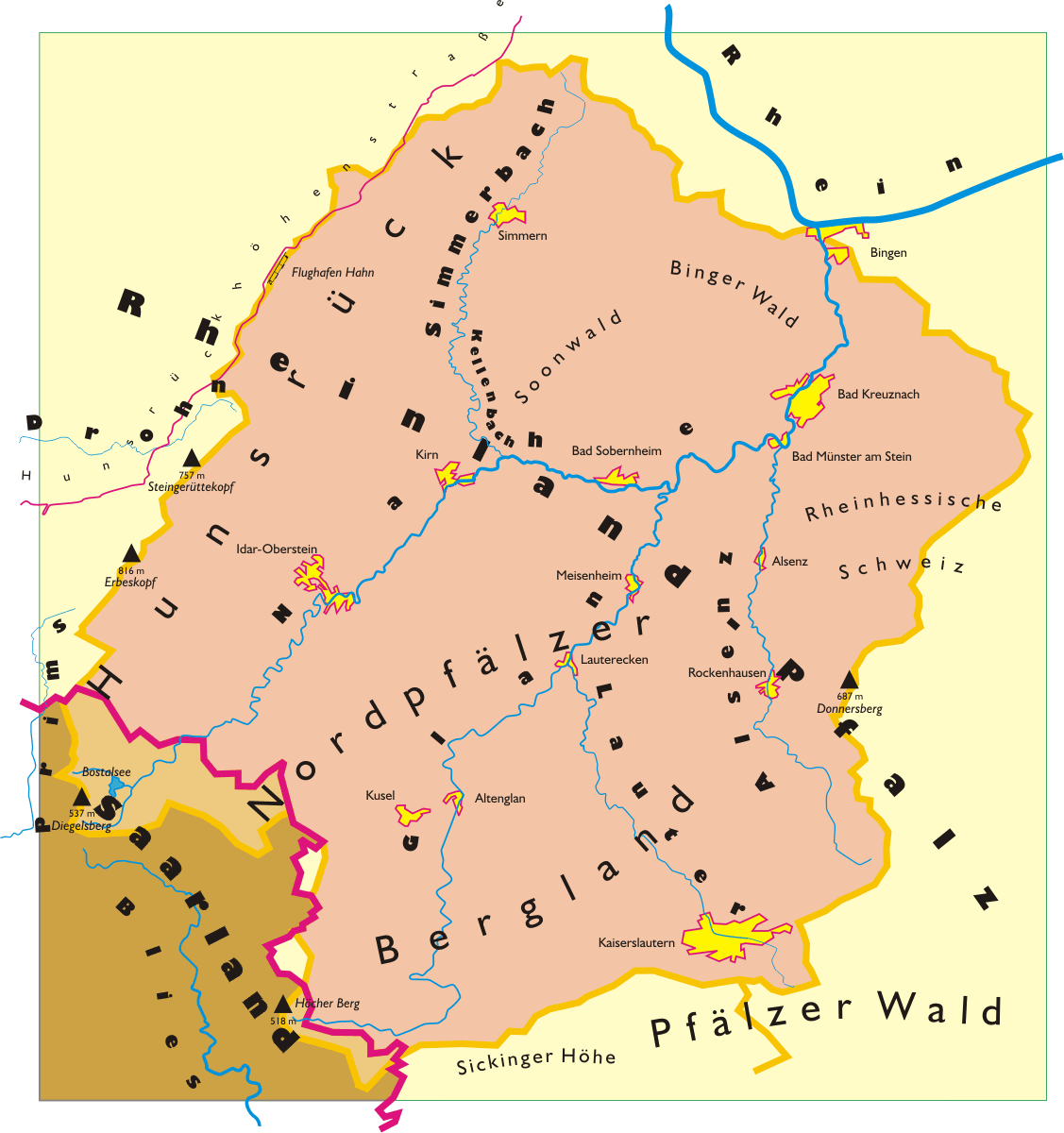

納厄河（發音：[ˈnaːə] ⓘ）是德國西南部的河流，位於萊茵蘭-普法爾茨州和薩爾蘭州，屬於萊茵河的左支流，河道全長125公里，流域面積4,067平方公里，發源自洪斯呂克山。